# Ségbana
Ségbana este un oraș din departamentul Alibori, Benin.